# Ascotis selenata
Ascotis selenata là một loài bướm đêm trong họ Geometridae.